# Liste der Mitglieder der 16. Knesset
Dies ist eine Liste der Mitglieder der 16. Knesset.
Die 120 Abgeordneten wurden am 29. Januar 2003 gewählt.

## Zusammensetzung
Aufgeschlüsselt nach Parteien bzw. Listen ergab sich folgende Sitzverteilung:
- Likud: 38
- Arbeitspartei (Awoda)-Meimad: 19
- Schinui: 15
- Schas: 11
- Nationale Union: 7
- Meretz-Bechira Demokratit-Schachar: 6
- Nationalreligiöse Partei: 6
- Vereinigtes Thora-Judentum: 5
- Chadasch-Ta'al: 3
- Am Echad: 3
- Balad: 3
- Jisra’el be`Alija: 2
- Vereinigte Arabische Liste: 2

Im Laufe der Wahlperiode ergaben sich allerdings zahlreiche Fraktionswechsel. So verschmolz die Partei Jisra’el be`Alija 2003 mit dem Likud, der somit 40 Sitze innehatte. Im Jahr 2005 zerbrach die Fraktion von Vereinigtes Thora-Judentum in die beiden Parteien Agudat Jisra’el und Degel ha-Tora. Abspaltung und Parteineugründung erlebten auch Schinui (1 Abgeordneter, gründet Tzalasch) und die Nationalreligiöse Partei (2 Abgeordnete, gründen die Partei des erneuerten nationalreligiösen Zionismus). Als Am Echad sich der Fraktion Awoda-Meimad anschloss, verließ ein Abgeordneter die Partei und gründete seine eigene Fraktion Noj, trat jedoch später der Kadima bei, die sich in der Zwischenzeit aus 14 ehemaligen Likud-Abgeordneten gebildet hatte. Ein Jahr später erlebte Schinui erneut eine Spaltung: 3 Abgeordnete bildeten die Fraktion Schinui, die verbliebenen 11 schlossen sich als Säkulare Fraktion zusammen. Ebenfalls noch 2006 verließ ein Abgeordneter die Nationale Union und verblieb fraktionslos. Von den verbliebenen drei Abgeordneten von Schinui verließ einer die Partei und gründete haOlim, schloss sich später der Nationalen Union an, aus der sich Jisra'el Beitenu (3 Abgeordnete) löste. Zwei Abgeordnete verließen die Säkulare Fraktion und gründeten ha-Bajit ha-Le'umi. Zuletzt löste sich auch die Fraktionsgemeinschaft von Chadasch und Ta'al auf. Am Ende ergab sich somit folgendes Bild:
- Likud: 26
- Arbeitspartei (Awoda)-Meimad: 21
- Kadima: 15
- Schas: 11
- Säkulare Zionisten: 9
- Meretz-Jachad und Bechira Demokratit: 6
- Nationale Union: 4
- Nationalreligiöse Partei: 4
- Agudat Jisra’el: 3
- Balad: 3
- Jisra’el Beitenu: 3
- Chadasch: 2
- Degel ha-Tora: 2
- Ha-Bajit ha-Le'umi: 2
- Partei des erneuerten nationalreligiösen Zionismus: 2
- Schinui: 2
- Vereinigte Arabische Liste: 2
- Ta'al: 1
- Tzalasch: 1
- fraktionslos: 1

## Mitglieder der 16. Knesset
| Name                    | Partei                                                    | Anmerkung                                         |
| ----------------------- | --------------------------------------------------------- | ------------------------------------------------- |
| Eli Aflalo              | Likud, Achrajut Le’umit, Kadima                           |                                                   |
| Uri Ariel               | Nationale Union                                           |                                                   |
| Colette Avital          | Awoda-Meimad, Awoda-Meimad-Am Echad                       |                                                   |
| Ruchama Avraham Balila  | Likud, Achrajut Le’umit, Kadima                           |                                                   |
| David Azulai            | Schas                                                     |                                                   |
| Ronnie Bar-On           | Likud, Achrajut Le’umit, Kadima                           |                                                   |
| Mohammad Barakeh        | Chadasch-Ta`al, Chadasch                                  |                                                   |
| Benjamin Ben Eliezer    | Awoda-Meimad, Awoda-Meimad-Am Echad                       |                                                   |
| Eli Ben-Menachem        | Awoda-Meimad, Awoda-Meimad-Am Echad                       |                                                   |
| Schlomo Benizri         | Schas                                                     |                                                   |
| Daniel Benlolo          | Likud                                                     |                                                   |
| Azmi Bischara           | Balad                                                     |                                                   |
| Naomi Blumenthal        | Likud                                                     |                                                   |
| Se’ev Boim              | Likud, Achrajut Le’umit, Kadima                           |                                                   |
| Viktor Brailovsky       | Schinui                                                   |                                                   |
| Ronny A. Brison         | Schinui                                                   |                                                   |
| Roman Bronfman          | Meretz                                                    |                                                   |
| Avraham Burg            | Awoda-Meimad                                              | schied am 28. Juni 2004 aus dem Parlament aus     |
| Eitan Cabel             | Awoda-Meimad                                              |                                                   |
| Reshef Chayne           | Schinui                                                   |                                                   |
| Amnon Cohen             | Schas                                                     |                                                   |
| Ilana Cohen             | Am Echad, Awoda-Meimad-Am Echad                           |                                                   |
| Ran Cohen               | Meretz-Jachad                                             |                                                   |
| Jitzchak Kohen          | Schas                                                     |                                                   |
| Nissim Dahan            | Schas                                                     |                                                   |
| Abdulmalik Dehamshe     | Vereinigte Arabische Liste                                |                                                   |
| Chemi Doron             | Schinui                                                   |                                                   |
| Yuli-Yoel Edelstein     | Jisra’el be`Alija, Likud                                  |                                                   |
| Jacob Edery             | Likud, Achrajut Le’umit, Kadima                           |                                                   |
| Yisrael Eichler         | Vereinigtes Thora-Judentum, Agudat Jisra’el               | schied am 23. Februar 2005 aus dem Parlament aus  |
| Ephraim Eitam           | Nationalreligiöse Partei                                  |                                                   |
| Michael Eitan           | Likud                                                     |                                                   |
| Talab El-Sana           | Vereinigte Arabische Liste                                |                                                   |
| Arieh Eldad             | Nationale Union                                           |                                                   |
| Benjamin Elon           | Nationale Union                                           |                                                   |
| Gilad Erdan             | Likud                                                     |                                                   |
| Gideon Ezra             | Likud, Achrajut Le’umit, Kadima                           |                                                   |
| Gila Finkelstein        | Nationalreligiöse Partei                                  |                                                   |
| Mosche Gafni            | Vereinigtes Thora-Judentum, Degel ha-Tora                 |                                                   |
| Zehava Gal-On           | Meretz-Bechira Demokratit-Schachar                        |                                                   |
| Gila Gamliel            | Likud                                                     |                                                   |
| Inbal Gavriely          | Likud                                                     |                                                   |
| Michael Gorlovsky       | Likud                                                     |                                                   |
| Tzachi Hanegbi          | Likud                                                     | schied am 10. Dezember 2005 aus dem Parlament aus |
| Yehiel Hazan            | Likud                                                     |                                                   |
| Zvi Hendel              | Nationale Union                                           |                                                   |
| Jitzchak Herzog         | Awoda-Meimad                                              |                                                   |
| Avraham Hirschson       | Likud, Achrajut Le’umit, Kadima                           |                                                   |
| Dalia Itzik             | Awoda-Meimad, Awoda-Meimad-Am Echad                       | schied am 17. Januar 2006 aus dem Parlament aus   |
| Moshe Kahlon            | Likud                                                     |                                                   |
| Ayoob Kara              | Likud                                                     |                                                   |
| Haim Katz               | Likud                                                     |                                                   |
| Israel Katz             | Likud                                                     |                                                   |
| Uzi Landau              | Likud                                                     |                                                   |
| Josef Lapid             | Schinui – Säkulare Zionisten                              |                                                   |
| Ilan Leibovitch         | Schinui – Säkulare Zionisten                              |                                                   |
| David Levy              | Likud                                                     |                                                   |
| Jitzchak Levy           | Nationalreligiöse Partei                                  |                                                   |
| Awigdor Lieberman       | Nationale Union                                           | schied am 26. März 2003 aus dem Parlament aus     |
| Yakov Litzman           | Vereinigtes Thora-Judentum, Agudat Jisra’el               |                                                   |
| Limor Livnat            | Likud                                                     |                                                   |
| Eti Livni               | Schinui – Säkulare Zionisten                              |                                                   |
| Tzipi Liwni             | Likud, Achrajut Le’umit, Kadima                           |                                                   |
| Issam Makhoul           | Chadasch-Ta`al, Chadasch                                  |                                                   |
| Jakob Margi             | Schas                                                     |                                                   |
| Michael Melchior        | Awoda-Meimad                                              |                                                   |
| Amram Mitzna            | Awoda-Meimad, Awoda-Meimad-Am Echad                       | schied am 18. November 2005 aus dem Parlament aus |
| Meschulam Nahari        | Schas                                                     |                                                   |
| Jehudit Naot            | Schinui – Säkulare Zionisten                              | schied am 16. Dezember 2004 aus dem Parlament aus |
| Lea Nass                | Likud                                                     |                                                   |
| Dan Nave                | Likud                                                     |                                                   |
| Benjamin Netanjahu      | Likud                                                     |                                                   |
| Orit Noked              | Awoda-Meimad, Awoda-Meimad-Am Echad                       |                                                   |
| Michael Nudelman        | Nationale Union, fraktionslos – Michael Nudelman          | schied am 8. Februar 2006 aus dem Parlament aus   |
| Ehud Olmert             | Likud, Achrajut Le’umit, Kadima                           |                                                   |
| Sebulon Orlew           | Nationalreligiöse Partei                                  |                                                   |
| Chaim Oron              | Meretz-Bechira Demokratit-Schachar                        |                                                   |
| Josef Jitzchak Paritzky | Schinui – Säkulare Zionisten, Zionism Liberalism Equality |                                                   |
| Schimon Peres           | Awoda-Meimad, Awoda-Meimad-Am Echad                       | schied am 17. Januar 2006 aus dem Parlament aus   |
| Amir Peretz             | Am Echad, Awoda-Meimad-Am Echad                           | schied am 25. März 2006 aus dem Parlament aus     |
| Yair Peretz             | Schas                                                     |                                                   |
| Ophir Pines-Paz         | Awoda-Meimad, Awoda-Meimad-Am Echad                       |                                                   |
| Meli Polishook-Bloch    | Schinui – Säkulare Zionisten                              |                                                   |
| Avraham Poraz           | Schinui – Säkulare Zionisten                              |                                                   |
| Meir Porusch            | Vereinigtes Thora-Judentum, Agudat Jisra’el               |                                                   |
| Chaim Ramon             | Awoda-Meimad, Awoda-Meimad-Am Echad                       | schied am 18. Januar 2006 aus dem Parlament aus   |
| Ehud Rassabi            | Schinui – Säkulare Zionisten                              |                                                   |
| Michael Ratzon          | Likud                                                     |                                                   |
| Avraham Ravitz          | Vereinigtes Thora-Judentum, Degel ha-Tora                 |                                                   |
| Reuven Rivlin           | Likud                                                     |                                                   |
| Gideon Sa’ar            | Likud                                                     |                                                   |
| Eli’ezer Sandberg       | Schinui – Säkulare Zionisten                              |                                                   |
| Jossi Sarid             | Meretz-Bechira Demokratit-Schachar                        |                                                   |
| Ilan Schalgi            | Schinui – Säkulare Zionisten                              |                                                   |
| Silvan Shalom           | Likud                                                     |                                                   |
| Ariel Scharon           | Likud, Achrajut Le’umit, Kadima                           |                                                   |
| Omri Scharon            | Likud, Achrajut Le’umit                                   | schied am 5. Januar 2006 aus dem Parlament aus    |
| Meir Shitrit            | Likud, Achrajut Le’umit, Kadima                           |                                                   |
| Avraham Schochat        | Awoda-Meimad, Awoda-Meimad-Am Echad                       | schied am 11. Januar 2006 aus dem Parlament aus   |
| Yuri Stern              | Nationale Union, Jisra'el Beitenu                         |                                                   |
| Shalom Simhon           | Awoda-Meimad, Awoda-Meimad-Am Echad                       |                                                   |
| Nissan Slomiansky       | Nationalreligiöse Partei                                  |                                                   |
| Ephraim Sneh            | Awoda-Meimad, Awoda-Meimad-Am Echad                       |                                                   |
| Marina Solodkin         | Jisra’el be`Alija, Likud, Achrajut Le’umit, Kadima        |                                                   |
| Yuval Steinitz          | Likud                                                     |                                                   |
| Wasil Taha              | Balad                                                     |                                                   |
| David Tal               | Am Echad, Noy, Achrajut Le’umit, Kadima                   |                                                   |
| Juli Tamir              | Awoda-Meimad, Awoda-Meimad-Am Echad                       |                                                   |
| Ahmad Tibi              | Chadasch-Ta`al, Arab Movement for Renewal                 |                                                   |
| Yitzhak Vaknin          | Schas                                                     |                                                   |
| Avshalom Vilan          | Meretz-Bechira Demokratit-Schachar                        |                                                   |
| Matan Vilnai            | Awoda-Meimad, Awoda-Meimad-Am Echad                       |                                                   |
| Madschalli Wahbi        | Likud, Achrajut Le’umit, Kadima                           |                                                   |
| Scha’ul Jahalom         | Nationalreligiöse Partei                                  |                                                   |
| Igal Yasinov            | Schinui – Säkulare Zionisten                              |                                                   |
| Dani Yatom              | Awoda-Meimad, Awoda-Meimad-Am Echad                       |                                                   |
| Ehud Yatom              | Likud                                                     |                                                   |
| Eliyahu Yishai          | Schas                                                     |                                                   |
| Jamal Zahalka           | Balad                                                     |                                                   |
| Nissim Zeev             | Schas                                                     |                                                   |

## Umbesetzungen
Einzelne Abgeordnete schieden vorzeitig aus dem Parlament aus. Für sie rückten andere nach:
| Name               | Partei                              | Anmerkung                                                                                              |
| ------------------ | ----------------------------------- | --- |
| Orna Angel         | Awoda-Meimad-Am Echad               | rückte am 8. Februar 2006 für Sofa Landver nach und schied am 15. Februar 2006 aus dem Parlament aus   |
| Eliezer Cohen      | Nationale Union, Jisra’el Beitenu   | rückte am 26. März 2003 für Avigdor Lieberman nach                                                     |
| Neta Dobrin        | Awoda-Meimad-Am Echad               | rückte am 15. Februar 2006 für Orna Angel nach                                                         |
| Erela Golan        | Schinui – Säkulare Zionisten        | rückte am 16. Dezember 2004 für Yehudith Naot nach                                                     |
| Shmuel Halpert     | Agudat Jisra’el                     | rückte am 23. Februar 2005 für Israel Eichler nach                                                     |
| Ofer Hugi          | Schas                               | rückte am 25. März 2006 für Yair Peretz nach                                                           |
| Tova Ilan          | Awoda-Meimad-Am Echad               | rückte am 21. Januar 2006 für Efi Oshaya nach                                                          |
| Dani Koren         | Awoda-Meimad-Am Echad               | rückte am 28. Januar 2006 für Avraham Yechezkel nach                                                   |
| Sofa Landver       | Awoda-Meimad-Am Echad               | rückte am 11. Januar 2006 für Avraham Shochat nach und schied am 8. Februar 2006 aus dem Parlament aus |
| Ghalib Mudschadala | Awoda-Meimad, Awoda-Meimad-Am Echad | rückte am 28. Juni 2004 für Avraham Burg nach                                                          |
| David Mena         | Likud                               | rückte am 5. Januar 2006 für Omri Sharon nach                                                          |
| Efi Oshaya         | Awoda-Meimad-Am Echad               | rückte am 18. Januar 2006 für Chaim Ramon nach und schied am 21. Januar 2006 aus dem Parlament aus     |
| Penina Rosenblum   | Likud                               | rückte am 10. Dezember 2005 für Tzachi Hanegbi nach                                                    |
| Weizmann Schiri    | Awoda-Meimad-Am Echad               | rückte am 17. Januar 2006 für Shimon Peres nach                                                        |
| Salach Tarif       | Awoda-Meimad-Am Echad               | rückte am 18. November 2005 für Amram Mitzna nach und schied am 22. Januar 2006 aus dem Parlament aus  |
| Esterina Tartman   | Jisra'el Beitenu                    | rückte am 8. Februar 2006 für Michael Nudelman nach                                                    |
| Ronen Tzur         | Awoda-Meimad-Am Echad               | rückte am 22. Januar 2006 für Saleh Tarif nach                                                         |
| Avraham Jechesk’el | Awoda-Meimad-Am Echad               | rückte am 17. Januar 2006 für Dalia Itzik nach und schied am 28. Januar 2006 aus dem Parlament aus     |